# Херман фон Цигенберг
Херман фон Цигенберг (на немски: Hermann, Vogt von Ziegenberg; † 13 декември 1262) е фогт на Цигенберг в Хесен.

## Произход
Той е син на фогт Херман Албус фон Цигенберг († сл. 1245) и съпругата му Маргарета. Внук е на Херман фон Цигенберг († сл. 1184) и правук на Херман фон Цигенберг († 1151). Потомък е на Дедо фон Цигенберг († сл. 1123) и Хелембурга († сл. 1101). Брат е на Аделхайд фон Цигенберг († сл. 1265). Баща му се жени втори път за Алхайдис.
Замъкът Цигенберг се намира при Цигенхаген (днес част от Виценхаузен) в Хесен. През 1320 г. замъкът е завладян от ландграф Ото I фон Хесен.

## Фамилия
Херман фон Цигенберг се жени за Хилдегардис фон Шарцфелд († сл. 1262), дъщеря на граф Буркард фон Шарцфелд-Лаутерберг († 1225) и първата му съпруга Адела фон Глайхен († 1224), дъщеря на граф Ернст III фон Глайхен († сл. 1228) и Берта фон Лора († сл. 1211). Те имат пет деца:
- Йохан фон Цигенберг († пр. 1263)
- Херман фон Цигенберг († 1277/26 май 1289), рицар
- Юта фон Цигенберг († сл. 1263)
- Гизо фон Цигенберг († 2 юни 1302/18 март 1303), рицар, женен пр. 6 януари 1286 г. за Берта фон Наумбург († сл. 1286), вдовица на граф Бертолд фон Фелсберг и Хелфрих фон Балхаузен († сл. 1265), дъщеря на Видекинд II фон Наумбург († сл. 1250) и Осана († сл. 1244); имат двама сина
- Гизела фон Цигенберг († сл. 1299), омъжена пр. 19 януарти 1266 г. за Готшалк фон Плесе († сл. 8 август 1303), син на Готшалк фон Плесе († сл. 1247) и Бенедикта фон Еверщайн († сл. 1283), дъщеря на граф Албрехт IV фон Еверщайн († 1214) и втората му съпруга Агнес Баварска фон Вителсбах († сл. 1219)